# 华北大演习
华北大演习，又称八〇二军事演习，是指中国人民解放军北京军区根据中国共产党中央军事委员会的指示，于1981年9月14日至18日在中华人民共和国河北省张家口市举行的一次大型军事演习，这是中华人民共和国成立以来解放军规模最大的一次军事演习。

## 简史
1980年10月至1981年3月，时任中共中央军委副主席邓小平亲自决定要进行军事演习，并从三个军事演习方案中选中规模最大的方案，交由北京军区具体组织。 3月12日，军委总部成立集训和演习领导小组，解放军总参谋长杨得志任组长，解放军副总参谋长杨勇、张震以及北京军区司令秦基伟任副组长，北京军区参谋长周衣冰担任演习导演。
1981年9月，邓小平、胡耀邦、赵紫阳、李先念和华国锋等党和国家领导人临场视察；期间，邓小平除往返北京参加了一次重要的外事活动外，观看了演习全过程。 中国人民解放军高级干部战役集训班全体军官、中共中央、国务院各部委和各省、直辖市、自治区主要领导人，解放军师以上和北京军区团以上军官及当地地方干部和民兵共3万2千余人观摩了演习。
演习期间，参演部队连同保障部队共出动11.4万余人，动用坦克、装甲车1327辆，火炮1541门，飞机475架，汽车10606辆。 华北大演习的消耗约占当年军费的十六分之一，国务院特批拨款。 演习结束后，于9月19日上午在张家口机场进行阅兵，被称为“1981年华北大阅兵”，中国共产党中央军事委员会主席邓小平检阅部队，并且发表讲话。

## 后续
“八〇二”军事演习观礼台现为河北省文物保护单位。